# Grabina Wielka
Grabina Wielka – wieś w Polsce położona w województwie wielkopolskim, w powiecie kolskim, w gminie Dąbie.
W latach 1975–1998 miejscowość administracyjnie należała do województwa konińskiego.
Zobacz też: Grabina Radziwiłłowska, Grabina Wola